# Descarrilamiento de tren de Pioltello de 2018

Descarrilamiento

El 25 de enero de 2018, un tren de cercanías operado por Trenord descarriló en Pioltello cuando dos de sus vagones salieron de la pista en ruta a Milán. El accidente dejó 3 mujeres muertas y más de 100 heridos, de los cuales 46 necesitaron asistencia médica en el hospital. 5 de ellos estaban en estado crítico.
Aproximadamente a las 7:00 hora local, un tren de pasajeros viajaba de Cremona a Milano Porta Garibaldi cuando dos de los vagones se descarrilaron y se detuvieron en ángulo. El accidente ocurrió entre la estación de Pioltello-Limito y la estación de Segrate.
El operador del tren Trenord dice que el tren viajaba a velocidad normal cuando ocurrió el descarrilamiento. Los testigos dicen que el tren tembló por unos momentos justo antes de que ocurriera el accidente.

## Investigación
La policía italiana comenzó una investigación sobre la posible causa del accidente y dijo que un problema con un interruptor de vía podría ser la razón por la cual ocurrió el descarrilamiento. Un riel roto en una sección de vía articulada a 2.3 kilómetros (1.4 millas) del sitio del accidente fue identificado más tarde como la causa del descarrilamiento. Esa sección de la pista fue programada para el reemplazo.